# Snuff
A Snuff a Slipknot amerikai heavy metal együttes egyik akusztikusabb, dallamosabb dala. Ötödik kislemezként lett kiadva a negyedik albumukról, az All Hope Is Gone-ról 2009. szeptember 28-án. A dal nem szerepelt a Slipknot "All Hope Is Gone World Tour" nevű turnékoncertjein, de a dalt lejátszották élőben utána Kennewick településen 2009. október 11-én.
A dal elérte a Slipknot valaha volt legnagyobb eredményét a Billboard Hot Mainstream Rock Tracks kategóriájában. A Dead Memories-t leelőzve sikerült a második helyre jutnia. A Roadrunner Records kiadó a Snuffot hatodikként helyezte el a valaha volt legjobb videóklipek kategóriában. A dalt jelölték a Kerrang! díj a legjobb kislemezért díjra a 2010-es Kerrang! díjkiosztón, de elvesztette a You Me at Six dalával szemben, a "Liquid Confidence" dallal.